# Chalcosyrphus vagabondans
Chalcosyrphus vagabondans är en tvåvingeart som först beskrevs av Hull 1941.  Chalcosyrphus vagabondans ingår i släktet mulmblomflugor, och familjen blomflugor.
Artens utbredningsområde är Colombia. Inga underarter finns listade i Catalogue of Life.